# Том Горман
Том Горман (на английски: Tom Gorman) е американски тенисист.  

## Биография
Том Горман е роден на 19 януари 1946 г. в Сиатъл, Вашингтон, САЩ. Със съпругата си Дани има две дъщери, Хейли и Кели Ан.

## Кариера
Том Горман е класиран като номер 8 в света (консенсус) за 1973 г. и номер 10 в класацията на ATP, достигнато на 1 май и 3 юни 1974 г. Той печели 7 титли на сингъл и 9 на двойки и достига до полуфинал в три от четирите турнира от Големия шлем.